# Schönemark
Schönemark ist ein Ortsteil von Detmold im nordrhein-westfälischen Kreis Lippe in Deutschland.

## Geographie
Zum etwa fünf Kilometer südöstlich vom Stadtzentrum Detmolds entfernt liegenden Schönemark gehört neben dem Weiler Schönemark selbst auch das „Gut Beerentrup“ (⊙).
Die benachbarten Detmolder Ortsteile sind im Uhrzeigersinn Hornoldendorf, Remmighausen und Diestelbruch.

## Geschichte
Der Ort wurde im Jahr 1350 erstmals als Sconemark und Schirmark urkundlich erwähnt. Schönemark entstand aus einer Waldhufensiedlung. Das vom Landesherrn übereignete Land lag zur ausreichenden Wasserversorgung in der Nähe eines Bach- oder Flusslaufs, in diesem Fall am Strangbach, und musste gerodet werden, damit die neuen Bauern ihre Familie ernähren konnten.
Der Name des Dorfes taucht dreimal in alten Gerichtsakten (1730, 1746 und 1765) auf, als Ritter von Hammerstein aus Hornoldendorf vor das Kammergericht in Wetzlar zog, um gegen die Bauern zu klagen, die seinen Anweisungen nicht Folge leisteten.
1890 gab es in Schönemark mehr als dreißig Vollerwerbshöfe.
Am 1. Januar 1970 wurde Schönemark in die Kreisstadt Detmold eingegliedert.
Das benachbarte Dorf Wilberg gehörte bis 1969 zu Schönemark, ist heute jedoch ein Ortsteil von Horn-Bad Meinberg. Der 4,5 km² große Ortsteil Schönemark besitzt einige gut erhaltene Fachwerkbauten aus dem 18. und 19. Jahrhundert mit Inschriften über den Torbögen und hat zurzeit 229 Einwohner.

## Politik
Ortsbürgermeister ist derzeit Thomas Trappmann (FDP), Vertreter im Stadtrat ist Klaus Brand (SPD).